# 太陽の丘えんがる公園

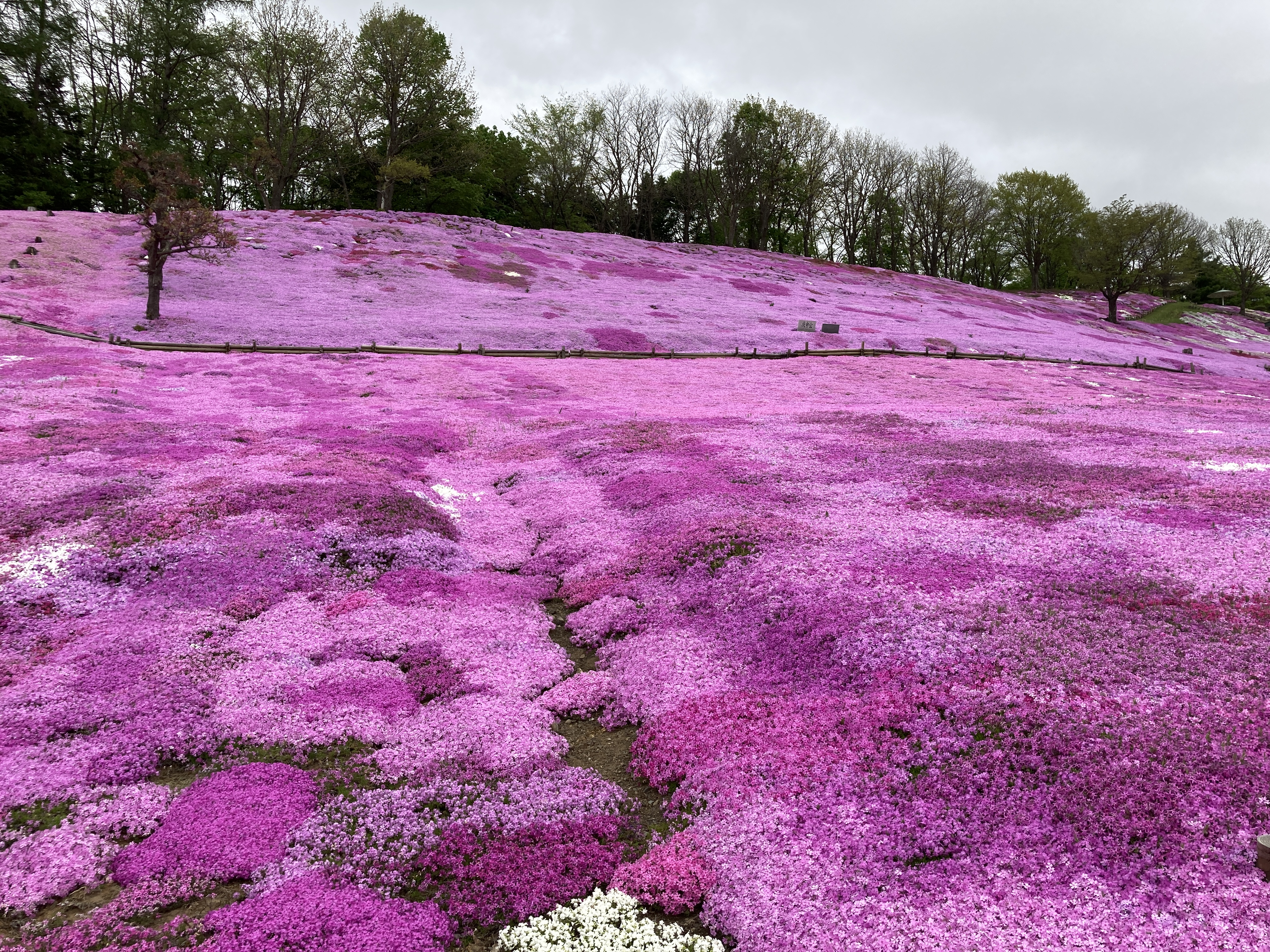
芝ざくら公園

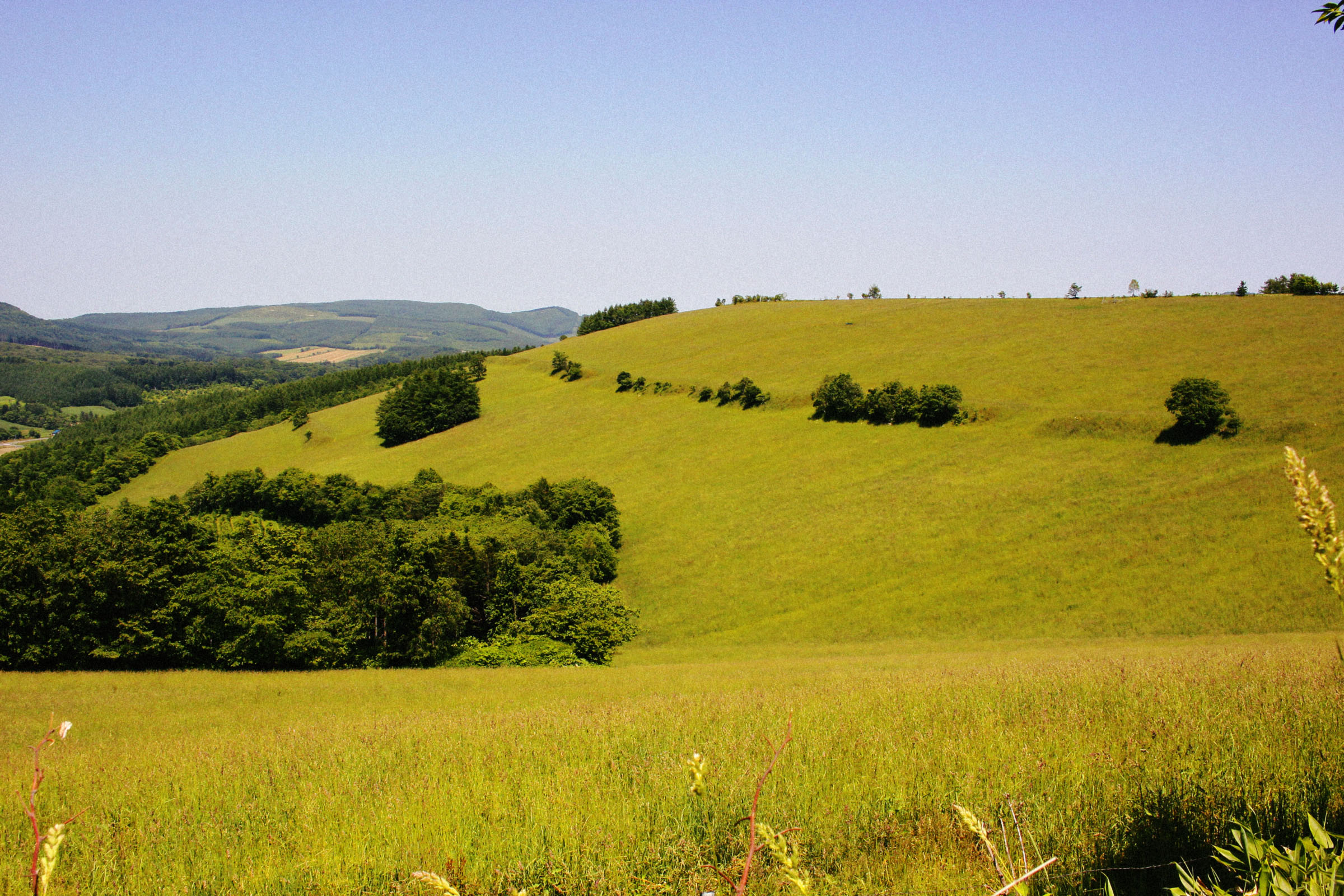
見晴牧場

太陽の丘えんがる公園（たいようのおかえんがるこうえん）は、北海道紋別郡遠軽町にある公園。

## 概要
1000万本のコスモス園があり、シバザクラなども楽しめる公園。

## 施設・設備
- 虹のひろば（コスモス園） - 黄花コスモス、混合コスモスなど1000万本のコスモス。管理棟（休憩施設・売店）がある。
- 芝ざくら公園 - シバザクラ、各種ツツジ、チューリップ（5月中旬から6月上旬）
- 瞰望岩 - 遠軽町市街地を一望できる高さ約78m（標高160.8m）の岩山
- 見晴牧場 - 虹のひろばがある山頂一帯に約300頭の牛を飼育する牧場
- ひょうたん池

## 開園期間
- 4月下旬～10月下旬 9:00～17:00 期間内無休

## アクセス
- JR北海道石北本線の遠軽駅から徒歩約30分、車で約10分[2]

駐車場/無料